# Анґеліка Ґрізер
Анґеліка Ґрізер (нім. Angelika Grieser, 14 липня 1959) — німецька плавчиня.
Учасниця Олімпійських Ігор 1976 року.
Призерка Чемпіонату світу з водних видів спорту 1973 року.
Призерка Чемпіонату Європи з водних видів спорту 1974 року.